# مستشفى القديس جاورجيوس الجامعي
مستشفى القديس جورج المركز الطبي الجامعي هو أقدم مستشفى لبناني، تأسس في عام 1878، وأحد المراكز الطبية اللبنانية في منطقة الرميل في العاصمة اللبنانية بيروت، وفي عام 2005 افتتح مبنى جديد للمستشفى بطراز حديث، ومبنى المستشفى عبارة عن مبنى من خمسة عشر طابقًا على شكل حرف T يضم حاليًا 200 سرير.
في 23 أبريل 2015 إفتتح المطران الياس عوده مجمّع مستشفى القديس جاورجيوس الجامعي المؤلف من خمسة مبانٍ وهي المبنى القديم (1913)، ومبنى المستشفى الجديد (ويضم مبنيي 1966 و2005)، ومبنى الأقسام الإدارية بخمسة طوابق، بالإضافة إلى مبنى يضم مكاتب إدارية ومساحات تعليمية ويقع تحتها مواقف سيارات يتسع لـ 540 سيارة.

## التاريخ
تأسس مستشفى سان جورج في عام 1878 كمستشفى مجتمعي غير ربحي من قبل بانويوت فاخوري. كعضو في المجتمع الأرثوذكسي، تبرع بغرفتين في منزله الجمايزي لاستخدامه كعيادة ومركز للمرضى الداخليين.
تم بناء مستشفى جديد يحتوي على 90 سريراً في عام 1913 وتلتها منشأة أخرى في عام 1966 ضمت 275 سريراً، والمرفق الحالي عبارة عن مستشفى يضم 200 سرير تم بناؤه في يونيو 2004.
في 2015 أصبح المستشفى يضم 10 غرف للعمليات، وغرفتين للولادة، و380 سريراً منها 64 سريراً لمستشفى الأطفال، و38 سريراً للجراحة النسائية والولادة، و54 سريراً للعناية الخاصة، و135 للأقسام الطبية و89 سريراً لأقسام الجراحة، كما يضم المستشفى مركزاً للحوادث الطارئة مؤلفاً من 14 غرفة للعلاج، و6 غرف للعناية الفائقة، وغرفتين للعمليات إضافة إلى غرفة مخصصة لعلاج العظام.

## روابط خارجية
- Saint George Hospital - official website